# Celso Cittadini
Celso Cittadini (* 1. April 1553 in Rom; † 29. März 1627 in Siena) war ein italienischer Dichter, Philologe und Romanist.

## Leben und Werk
Cittadini war Erzieher des 1590 geborenen Cosimo II. de’ Medici, Archivar und (als Nachfolger von Diomede Borghesi) bis zu seinem Tod Professor für die toskanische Sprache an der Universität Siena.
In der Romanistik ist Cittadini bekannt als einer der ersten, die formulierten, dass das Italienische vom Sprechlatein (Vulgärlatein) abstammt und nicht direkt vom klassischen Latein.

## Werke
- Rime platoniche, Venedig 1585
- Trattato della vera origine, e del processo, e nome della nostra Lingua, scritto in vulgar Sanese. Con vn’altro breue trattatello de gli articoli, e di alcune particelle della sudetta lingua, Venedig 1601, hrsg. von Gerd Schlemmer, Hamburg 1983
- Tre orationi del sig. Celso Cittadini gentilhuomo, e accademico sanese [Della degnità del lenguaggio humano (1598); Della preminentia della lingua toscana fra l’altre tutte,che hoggi si parlano e scrivono (1600); In laude della lingua toscana (1602)], Siena 1603
- Partenodoxa, o uero Esposition della Canzone del Petrarca alla Vergine madre di Dio, Siena 1604
- Le origini della volgar toscana favella, Siena 1604, 1628
- Trattato degl’idiomi toscani, hrsg. von Girolamo Gigli, Rom 1721